# Kootchypop
Kootchypop is een ep van de Amerikaanse rockband Hootie & the Blowfish. Enkele nummers van de ep werden later hits na heropname voor toekomstige albums.

## Tracklist
1. "The Old Man And Me (Old Man & Me)" - 4:26 (is later heropgenomen voor het album Fairweather Johnson)
2. "Hold My Hand" - 5:05 (is later heropgenomen voor het album Cracked Rear View)
3. "If You're Going My Way" - 3:26
4. "Sorry's Not Enough" - 4:03
5. "Only Wanna Be with You" - 3:37 (is later heropgenomen voor het album Cracked Rear View)
6. "Hold My Hand (Edited)" - 3:59 (is later heropgenomen voor het album Cracked Rear View)

Track 6 staat vermeld als "Hold My Hand (Edited)" op het hoesje en als "Hold My Hand (Radio Edit)" op de disc.